# CS Chamaeleontis
Étoile variable de type T Tauri,
Source de proche infrarouge (d)
CS Chamaeleontis, en français CS du Caméléon et en abrégé CS Cha, est un système multiple situé à environ 500 années-lumière de la Terre dans la constellation du Caméléon. Le système est constitué d'une paire de jeunes étoiles de type T Tauri entourée d'un disque protoplanétaire circumbinaire et accompagné d'un objet de faible masse, probablement une planète ou une naine brune, qui semble entouré de son propre disque.